# Zimmerius
Zimmerius és un gènere d'ocells de la família dels tirànids (Tyrannidae). Agrupa espècies natives de l'Amèrica tropical (Neotròpic), on es distribueixen des del sud de Mèxic a través d'Amèrica Central i del Sud fins al sud-est del Perú, nord de Bolívia i oest del Brasil.

## Descripció
Aquest gènere és un confús grup de petits tirànids, mesurant entre 10 i 12 cm de longitud, unificats pel patró de les ales, en les quals, les plomes són marcadament vorejades de groc, però no presenten franges. Les espècies del gènere busquen aliment al dosser i a les vores de boscos humits, on mengen molta fruita i també insectes; algunes espècies (potser totes) consumeixen sovint baies de vesc. Són relativament conspicus i sovint reposen a les fulles més altes al descobert. Tenen cants peculiars.

## Taxonomia i etimologia
Els amplis estudis geneticomoleculars realitzats per Tello et al. (2009) van descobrir una quantitat de relacions noves dins de la família Tyrannidae que encara no estan reflectides en la majoria de les classificacions. Seguint aquests estudis, Ohlson et al. (2013) van proposar dividir Tyrannidae en 5 famílies. Segons l'ordenament proposat, Zimmerius roman a Tyrannidae, en una subfamília Elaeniinae (Cabanis & Heine, 1859-60), en una tribu Euscarthmini (Ihering, 1904), al costat de Stigmatura, Inezia, Euscarthmus, Ornithion, part de Phyllomyias, Camptostoma i Mecocerculus (excloent-hi Mecocerculus leucophrys).
No hi ha un consens entre les classificacions del Congrés Ornitològic Internacional (IOC), Clements Checklist/eBird i el Comitè de Classificació de Sud-americà (SACC) sobre la categoria d'espècie d'alguns tàxons, les diferències es mostren a continuació.
El nom genèric «Zimmerius» commemora l'ornitòleg nord-americà John Todd Zimmer (1889-1957).
Segons la Classificació del Congrés Ornitològic Internacional (versió 14.2, 2024) aquest gènere està format per 15 espècies:
- Zimmerius vilissimus - tiranet de Guatemala.
- Zimmerius parvus - tiranet menut.
- Zimmerius improbus - tiranet muntanyenc.[nota 1][8][9][10][11]
- Zimmerius petersi - tiranet de Veneçuela.
- Zimmerius bolivianus - tiranet de Bolívia.
- Zimmerius cinereicapilla - tiranet bec-roig.
- Zimmerius villarejoi - tiranet de Villarejo.
- Zimmerius chicomendesi - tiranet de Chico Mendes.[nota 2][12][13]
- Zimmerius gracilipes - tiranet camafí.
- Zimmerius acer - tiranet de la Guaiana.
- Zimmerius chrysops - tiranet caradaurat.
- Zimmerius minimus - tiranet de Coopmans.[nota 3][10][11][14]
- Zimmerius albigularis - tiranet del Chocó.
- Zimmerius flavidifrons - tiranet de Loja.[nota 4][15][16][17]
- Zimmerius viridiflavus - tiranet del Perú.